# 9e étape du Tour de France 2022
Pour un article plus général, voir Tour de France 2022.
La 9e étape du Tour de France 2022 se déroule le dimanche 10 juillet 2022 entre Aigle (Suisse), siège de l'Union cycliste internationale, et Châtel (Haute-Savoie), sur une distance de 192,9 kilomètres et est remportée par le Luxembourgeois Bob Jungels .

## Parcours
Première étape du Tour 2022 dans les Alpes, l'étape débute d'Aigle (canton de Vaud, Suisse), il s'agit de la deuxième et dernière étape se déroulant sur le territoire helvétique de cette 109e édition du Tour. L'itinéraire peut se décomposer de deux parties différentes : la première, une boucle de plus de 150 kilomètres par les cantons de Vaud et de Fribourg, puis la seconde, un parcours de 50 kilomètres jusqu'à la frontière française et l'arrivée à Châtel - Les Portes du Soleil.
D'abord, le parcours effectue une petite incursion dans le canton du Valais, par Vionnaz et Vouvry, et revient dans le Chablais vaudois par Chessel et Noville. L'itinéraire longe le lac Léman, de Villeneuve à Corseaux, à travers la Riviera vaudoise, monte dans le vignoble de Lavaux, inscrite au patrimoine mondial de l'Unesco, où prend place la première ascension de la journée, la côte de la Corniche, dite "côte de Bellevue" (4,3 km à 4 %, 4e catégorie). Ensuite, le parcours entre dans le canton de Fribourg par Châtel-Saint-Denis et Semsales (sprint intermédiaire, km 56,5), puis dans les Préalpes fribourgeoises, par Bulle. Le retour dans le canton de Vaud s'effectue par la remontée de la vallée de la Sarine, avec le parc naturel régional Gruyère Pays-d'Enhaut et les Préalpes vaudoises. Depuis Château-d'Œx débute l’ascension du col des Mosses (13,3 km à 4,1 %, 2e catégorie). Le parcours descend ensuite dans la vallée des Ormonts, avant de monter vers Les Diablerets pour gravir la troisième ascension de la journée, le col de la Croix (8,1 km à 7,6 %, 1re catégorie) ; la descente s'effectue vers Aigle, par Villars-sur-Ollon, et retrouve les rives du Rhône.
Il revient ensuite dans le canton du Valais, de nouveau par Vionnaz, mais prend ensuite la direction de la frontière française par Monthey, pied de la dernière ascension de la journée, le pas de Morgins (15,4 km à 6,1 %, 1re catégorie). Une fois la frontière passée, le parcours bascule vers la vallée d'Abondance et la station de sports d'hiver et d'été, Châtel - Les Portes du Soleil. L'étape se termine sur les hauteurs, au Pré-la-Joux (4,1 km à 4,4 %, non répertoriée).

## Déroulement de la course
Au sommet de la première ascension de la journée, la côte de Bellevue (4,3 km à 4 %, 4e catégorie), l'Espagnol Jonathan Castroviejo (INEOS Grenadiers) passe en tête du peloton. Une échappée de quinze coureurs se constitue sur la route de Châtel-Saint-Denis, avec : le précédemment cité Castroviejo, l'Allemand Simon Geschke (Cofidis), l'Américain Joe Dombrowski (Astana Qazaqstan), l'Autrichien Patrick Konrad (Bora-Hansgrohe), les deux Belges Kobe Goosens (Intermarché-Wanty-Gobert Matériaux) et Jasper Stuyven (Trek-Segafredo), le Canadien Hugo Houle (Israel-Premier Tech), le Colombien Rigoberto Urán (EF Education-EasyPost), l'Espagnol Luis León Sánchez (Bahrain Victorious) et Carlos Verona (Movistar), les trois Français Warren Barguil (Arkéa-Samsic), Franck Bonnamour (B&B Hotels p/b KTM) et Thibaut Pinot (Groupama-FDJ), l'Israélien Guy Niv (Israel-Premier Tech) et le Luxembourgeois Bob Jungels (AG2R Citroën).
Un groupe de chasse de sept coureurs se forme au même moment, avec : le champion d'Allemagne Nils Politt (Bora-Hansgrohe), l'Américain Brandon McNulty (UAE Emirates), le maillot vert belge Wout van Aert (Jumbo-Visma), l'Espagnol Ion Izagirre (Cofidis), les deux Français Benoît Cosnefroy (AG2R Citroën) et Pierre Latour (TotalEnergies) et le Norvégien Edvald Boasson Hagen (TotalEnergies).
La jonction entre les deux premiers groupes s'opèrent peu avant le sprint intermédiaire de Semsales, où Wout van Aert devance Nils Politt, avec deux minutes et sept secondes d'avance sur le peloton.
Au col des Mosses (13,3 km à 4,1 %, 2e catégorie), Pierre Latour passe en tête devant Geschke et Houle. Dans l'ascension du col de la Croix (8,1 km à 7,6 %, 1re catégorie), l'échappée se scinde ; à 2 500 mètres du sommet, Bob Jungels s'isole, seul Geschke parvient à le suivre, le coureur allemand de Cofidis passe en tête, avec une vingtaine de secondes sur le reste de l'échappée et deux minutes et vingt secondes sur le peloton.
Dans la traversée de Monthey, au pied du pas de Morgins (15,4 km à 6,1 %, 1re catégorie), le coureur luxembourgeois d'AG2R Citroën est seul, il compte un avantage de deux minutes sur les treize coureurs restants de l'échappée (Barguil, Castroviejo, Geschke, Goosens, Houle, Izagirre, Konrad, McNulty, Pinot, Sánchez, Urán, Wout van Aert et Verona) et de trois minutes et trente secondes sur le peloton. Alors que les membres de l'échappée sont repris un à un par le groupe maillot jaune, un quatuor de chasse s'organise avec Castroviejo, Pinot, Urán et Verona ; le coureur français de la Groupama-FDJ part seul en contre. Dans la traversée de Morgins, à trois kilomètres du sommet et à treize kilomètres de l'arrivée, Thibaut Pinot revient à près de vingt secondes de Bob Jungels, au moment où la pente devient moins rude et où il lui est plus difficile de rattraper le retard accumulé face au luxembourgeois. Bob Jungels passe en tête avec vingt secondes d'avance sur Thibaut Pinot et quarante secondes sur le duo Jonathan Castroviejo - Carlos Verona.
Dans la descente vers Châtel et dans la montée non répertoriée vers le Pré-la-Joux, Bob Jungels reprend du temps sur les trois coureurs en chasse. Il s'impose dans le domaine des Portes du Soleil, avec vingt-deux, vingt-six et quarante secondes d'avance sur, respectivement, Jonathan Castroviejo, Carlos Verona et Thibaut Pinot. Dans le groupe maillot jaune, le Slovène Tadej Pogačar (UAE Emirates) et le Danois Jonas Vingegaard (Jumbo-Visma) provoquent une cassure de trois secondes sur leurs principaux rivaux à la victoire finale.
Au niveau des différents classements, Tadej Pogačar conforte les maillots blanc et jaune ; Wout van Aert confirme sa domination au classement par points ; alors que le Danois Magnus Cort Nielsen (EF Education-EasyPost) perd le maillot à pois au profit de Simon Geschke. L'équipe INEOS Grenadiers conserve sa première place au classement par équipes. Thibaut Pinot est récompensé du prix de la combativité.

## Résultats

### Classement de l'étape
| Classement de la 9e étape | Classement de la 9e étape | Classement de la 9e étape | Classement de la 9e étape | Classement de la 9e étape |
|                           | Coureur                   | Pays                      | Équipe                    | Temps                     |
| ------------------------- | ------------------------- | ------------------------- | ------------------------- | ------------------------- |
| 1er                       | Bob Jungels               | Luxembourg                | AG2R Citroën              | en 4 h 46 min 39 s        |
| 2e                        | Jonathan Castroviejo      | Espagne                   | Ineos Grenadiers          | + 22 s                    |
| 3e                        | Carlos Verona             | Espagne                   | Movistar                  | + 26 s                    |
| 4e                        | Thibaut Pinot             | France                    | Groupama-FDJ              | + 40 s                    |
| 5e                        | Tadej Pogačar             | Slovénie                  | UAE Team Emirates         | + 49 s                    |
| 6e                        | Jonas Vingegaard          | Danemark                  | Jumbo-Visma               | + 49 s                    |
| 7e                        | Geraint Thomas            | Grande-Bretagne           | Ineos Grenadiers          | + 52 s                    |
| 8e                        | Adam Yates                | Grande-Bretagne           | Ineos Grenadiers          | + 52 s                    |
| 9e                        | Enric Mas                 | Espagne                   | Movistar                  | + 52 s                    |
| 10e                       | Nairo Quintana            | Colombie                  | Arkéa-Samsic              | + 52 s                    |
| modifier                  |                           |                           |                           |                           |

### Bonifications en temps
|   | Coureur              | Pays       | Équipe           | Secondes |
| - | -------------------- | ---------- | ---------------- | -------- |
| 1 | Bob Jungels          | Luxembourg | AG2R Citroën     | 10 s     |
| 2 | Jonathan Castroviejo | Espagne    | Ineos Grenadiers | 6 s      |
| 3 | Carlos Verona        | Espagne    | Movistar         | 4 s      |

### Points attribués
| Sprint intermédiaire Semsales (km 56,5) | Sprint intermédiaire Semsales (km 56,5) | Sprint intermédiaire Semsales (km 56,5) | Sprint intermédiaire Semsales (km 56,5) | Sprint intermédiaire Semsales (km 56,5) |
| --------------------------------------- | --------------------------------------- | --------------------------------------- | --------------------------------------- | --------------------------------------- |
|                                         | Coureur                                 | Pays                                    | Équipe                                  | Point(s)                                |
| 1er                                     | Wout van Aert                           | Belgique                                | Jumbo-Visma                             | 20                                      |
| 2e                                      | Nils Politt                             | Allemagne                               | Bora-Hansgrohe                          | 17                                      |
| 3e                                      | Luis León Sánchez                       | Espagne                                 | Bahrain Victorious                      | 15                                      |
| 4e                                      | Hugo Houle                              | Canada                                  | Israel-Premier Tech                     | 13                                      |
| 5e                                      | Bob Jungels                             | Luxembourg                              | AG2R Citroën                            | 11                                      |
| 6e                                      | Simon Geschke                           | Allemagne                               | Cofidis                                 | 10                                      |
| 7e                                      | Benoît Cosnefroy                        | France                                  | AG2R Citroën                            | 9                                       |
| 8e                                      | Guy Niv                                 | Israël                                  | Israel-Premier Tech                     | 8                                       |
| 9e                                      | Pierre Latour                           | France                                  | TotalEnergies                           | 7                                       |
| 10e                                     | Patrick Konrad                          | Autriche                                | Bora-Hansgrohe                          | 6                                       |
| 11e                                     | Kobe Goossens                           | Belgique                                | Intermarché-Wanty-Gobert Matériaux      | 5                                       |
| 12e                                     | Gorka Izagirre                          | Espagne                                 | Cofidis                                 | 4                                       |
| 13e                                     | Joe Dombrowski                          | États-Unis                              | Astana Qazaqstan                        | 3                                       |
| 14e                                     | Thibaut Pinot                           | France                                  | Groupama-FDJ                            | 2                                       |
| 15e                                     | Rigoberto Urán                          | Colombie                                | EF Education-EasyPost                   | 1                                       |
| modifier                                |                                         |                                         |                                         |                                         |

| Arrivée d'étape Châtel - Les Portes du Soleil (km 192,9) | Arrivée d'étape Châtel - Les Portes du Soleil (km 192,9) | Arrivée d'étape Châtel - Les Portes du Soleil (km 192,9) | Arrivée d'étape Châtel - Les Portes du Soleil (km 192,9) | Arrivée d'étape Châtel - Les Portes du Soleil (km 192,9) |
| -------------------------------------------------------- | -------------------------------------------------------- | -------------------------------------------------------- | -------------------------------------------------------- | -------------------------------------------------------- |
|                                                          | Coureur                                                  | Pays                                                     | Équipe                                                   | Point(s)                                                 |
| 1er                                                      | Bob Jungels                                              | Luxembourg                                               | AG2R Citroën                                             | 20                                                       |
| 2e                                                       | Jonathan Castroviejo                                     | Espagne                                                  | Ineos Grenadiers                                         | 17                                                       |
| 3e                                                       | Carlos Verona                                            | Espagne                                                  | Movistar                                                 | 15                                                       |
| 4e                                                       | Thibaut Pinot                                            | France                                                   | Groupama-FDJ                                             | 13                                                       |
| 5e                                                       | Tadej Pogačar                                            | Slovénie                                                 | UAE Team Emirates                                        | 11                                                       |
| 6e                                                       | Jonas Vingegaard                                         | Danemark                                                 | Jumbo-Visma                                              | 10                                                       |
| 7e                                                       | Geraint Thomas                                           | Grande-Bretagne                                          | Ineos Grenadiers                                         | 9                                                        |
| 8e                                                       | Adam Yates                                               | Grande-Bretagne                                          | Ineos Grenadiers                                         | 8                                                        |
| 9e                                                       | Enric Mas                                                | Espagne                                                  | Movistar                                                 | 7                                                        |
| 10e                                                      | Nairo Quintana                                           | Colombie                                                 | Arkéa-Samsic                                             | 6                                                        |
| 11e                                                      | Damiano Caruso                                           | Italie                                                   | Bahrain Victorious                                       | 5                                                        |
| 12e                                                      | Romain Bardet                                            | France                                                   | Team DSM                                                 | 4                                                        |
| 13e                                                      | David Gaudu                                              | France                                                   | Groupama-FDJ                                             | 3                                                        |
| 14e                                                      | Primož Roglič                                            | Slovénie                                                 | Jumbo-Visma                                              | 2                                                        |
| 15e                                                      | Tom Pidcock                                              | Grande-Bretagne                                          | Ineos Grenadiers                                         | 1                                                        |
| modifier                                                 |                                                          |                                                          |                                                          |                                                          |

### Cols et côtes
| Côte de Bellevue (km 37,1) 4e catégorie (4,3 km à 4,0 %) | Côte de Bellevue (km 37,1) 4e catégorie (4,3 km à 4,0 %) | Côte de Bellevue (km 37,1) 4e catégorie (4,3 km à 4,0 %) | Côte de Bellevue (km 37,1) 4e catégorie (4,3 km à 4,0 %) | Côte de Bellevue (km 37,1) 4e catégorie (4,3 km à 4,0 %) |
| -------------------------------------------------------- | -------------------------------------------------------- | -------------------------------------------------------- | -------------------------------------------------------- | -------------------------------------------------------- |
|                                                          | Coureur                                                  | Pays                                                     | Équipe                                                   | Point(s)                                                 |
| 1er                                                      | Jonathan Castroviejo                                     | Espagne                                                  | Ineos Grenadiers                                         | 1                                                        |
| modifier                                                 |                                                          |                                                          |                                                          |                                                          |

| Col des Mosses (km 108,5) 2e catégorie (13,3 km à 4,1 %) | Col des Mosses (km 108,5) 2e catégorie (13,3 km à 4,1 %) | Col des Mosses (km 108,5) 2e catégorie (13,3 km à 4,1 %) | Col des Mosses (km 108,5) 2e catégorie (13,3 km à 4,1 %) | Col des Mosses (km 108,5) 2e catégorie (13,3 km à 4,1 %) |
| -------------------------------------------------------- | -------------------------------------------------------- | -------------------------------------------------------- | -------------------------------------------------------- | -------------------------------------------------------- |
|                                                          | Coureur                                                  | Pays                                                     | Équipe                                                   | Point(s)                                                 |
| 1er                                                      | Pierre Latour                                            | France                                                   | TotalEnergies                                            | 5                                                        |
| 2e                                                       | Simon Geschke                                            | Allemagne                                                | Cofidis                                                  | 3                                                        |
| 3e                                                       | Hugo Houle                                               | Canada                                                   | Israel-Premier Tech                                      | 2                                                        |
| 4e                                                       | Patrick Konrad                                           | Autriche                                                 | Bora-Hansgrohe                                           | 1                                                        |
| modifier                                                 |                                                          |                                                          |                                                          |                                                          |

| Col de la Croix (km 131,8) 1re catégorie (8,1 km à 7,6 %) | Col de la Croix (km 131,8) 1re catégorie (8,1 km à 7,6 %) | Col de la Croix (km 131,8) 1re catégorie (8,1 km à 7,6 %) | Col de la Croix (km 131,8) 1re catégorie (8,1 km à 7,6 %) | Col de la Croix (km 131,8) 1re catégorie (8,1 km à 7,6 %) |
| --------------------------------------------------------- | --------------------------------------------------------- | --------------------------------------------------------- | --------------------------------------------------------- | --------------------------------------------------------- |
|                                                           | Coureur                                                   | Pays                                                      | Équipe                                                    | Point(s)                                                  |
| 1er                                                       | Simon Geschke                                             | Allemagne                                                 | Cofidis                                                   | 10                                                        |
| 2e                                                        | Bob Jungels                                               | Luxembourg                                                | AG2R Citroën                                              | 8                                                         |
| 3e                                                        | Thibaut Pinot                                             | France                                                    | Groupama-FDJ                                              | 6                                                         |
| 4e                                                        | Hugo Houle                                                | Canada                                                    | Israel-Premier Tech                                       | 4                                                         |
| 5e                                                        | Pierre Latour                                             | France                                                    | TotalEnergies                                             | 2                                                         |
| 6e                                                        | Carlos Verona                                             | Espagne                                                   | Movistar                                                  | 1                                                         |
| modifier                                                  |                                                           |                                                           |                                                           |                                                           |

| Pas de Morgins (km 183,1) 1re catégorie (15,4 km à 6,1 %) | Pas de Morgins (km 183,1) 1re catégorie (15,4 km à 6,1 %) | Pas de Morgins (km 183,1) 1re catégorie (15,4 km à 6,1 %) | Pas de Morgins (km 183,1) 1re catégorie (15,4 km à 6,1 %) | Pas de Morgins (km 183,1) 1re catégorie (15,4 km à 6,1 %) |
| --------------------------------------------------------- | --------------------------------------------------------- | --------------------------------------------------------- | --------------------------------------------------------- | --------------------------------------------------------- |
|                                                           | Coureur                                                   | Pays                                                      | Équipe                                                    | Point(s)                                                  |
| 1er                                                       | Bob Jungels                                               | Luxembourg                                                | AG2R Citroën                                              | 10                                                        |
| 2e                                                        | Thibaut Pinot                                             | France                                                    | Groupama-FDJ                                              | 8                                                         |
| 3e                                                        | Carlos Verona                                             | Espagne                                                   | Movistar                                                  | 6                                                         |
| 4e                                                        | Jonathan Castroviejo                                      | Espagne                                                   | Ineos Grenadiers                                          | 4                                                         |
| 5e                                                        | Simon Geschke                                             | Allemagne                                                 | Cofidis                                                   | 2                                                         |
| 6e                                                        | George Bennett                                            | Nouvelle-Zélande                                          | UAE Team Emirates                                         | 1                                                         |
| modifier                                                  |                                                           |                                                           |                                                           |                                                           |

### Prix de la combativité
- Thibaut Pinot (Groupama-FDJ)

## Classements à l'issue de l'étape

### Classement général
| Classement général | Classement général | Classement général | Classement général    | Classement général  |
|                    | Coureur            | Pays               | Équipe                | Temps               |
| ------------------ | ------------------ | ------------------ | --------------------- | ------------------- |
| 1er                | Tadej Pogačar      | Slovénie           | UAE Team Emirates     | en 33 h 43 min 44 s |
| 2e                 | Jonas Vingegaard   | Danemark           | Jumbo-Visma           | + 39 s              |
| 3e                 | Geraint Thomas     | Grande-Bretagne    | Ineos Grenadiers      | + 1 min 17 s        |
| 4e                 | Adam Yates         | Grande-Bretagne    | Ineos Grenadiers      | + 1 min 25 s        |
| 5e                 | David Gaudu        | France             | Groupama-FDJ          | + 1 min 38 s        |
| 6e                 | Romain Bardet      | France             | Team DSM              | + 1 min 39 s        |
| 7e                 | Tom Pidcock        | Grande-Bretagne    | Ineos Grenadiers      | + 1 min 46 s        |
| 8e                 | Enric Mas          | Espagne            | Movistar              | + 1 min 50 s        |
| 9e                 | Neilson Powless    | États-Unis         | EF Education-EasyPost | + 1 min 55 s        |
| 10e                | Nairo Quintana     | Colombie           | Arkéa-Samsic          | + 2 min 13 s        |
| modifier           |                    |                    |                       |                     |

| Classement par points | Classement par points | Classement par points | Classement par points   | Classement par points |
| --------------------- | --------------------- | --------------------- | ----------------------- | --------------------- |
|                       | Coureur               | Pays                  | Équipe                  | Point(s)              |
| 1er                   | Wout van Aert         | Belgique              | Jumbo-Visma             | 284 points            |
| 2e                    | Fabio Jakobsen        | Pays-Bas              | Quick-Step Alpha Vinyl  | 149 pts               |
| 3e                    | Tadej Pogačar         | Slovénie              | UAE Team Emirates       | 139 pts               |
| 4e                    | Jasper Philipsen      | Belgique              | Alpecin-Deceuninck      | 102 pts               |
| 5e                    | Christophe Laporte    | France                | Jumbo-Visma             | 97 pts                |
| 6e                    | Magnus Cort Nielsen   | Danemark              | EF Education-EasyPost   | 86 pts                |
| 7e                    | Peter Sagan           | Slovaquie             | TotalEnergies           | 86 pts                |
| 8e                    | Michael Matthews      | Australie             | Team BikeExchange-Jayco | 68 pts                |
| 9e                    | Simon Clarke          | Australie             | Israel-Premier Tech     | 67 pts                |
| 10e                   | Jonas Vingegaard      | Danemark              | Jumbo-Visma             | 66 pts                |
| modifier              |                       |                       |                         |                       |

| Classement du meilleur grimpeur | Classement du meilleur grimpeur | Classement du meilleur grimpeur | Classement du meilleur grimpeur | Classement du meilleur grimpeur |
| ------------------------------- | ------------------------------- | ------------------------------- | ------------------------------- | ------------------------------- |
|                                 | Coureur                         | Pays                            | Équipe                          | Point(s)                        |
| 1er                             | Simon Geschke                   | Allemagne                       | Cofidis                         | 19 points                       |
| 2e                              | Bob Jungels                     | Luxembourg                      | AG2R Citroën                    | 18 pts                          |
| 3e                              | Thibaut Pinot                   | France                          | Groupama-FDJ                    | 14 pts                          |
| 4e                              | Magnus Cort Nielsen             | Danemark                        | EF Education-EasyPost           | 11 pts                          |
| 5e                              | Tadej Pogačar                   | Slovénie                        | UAE Team Emirates               | 10 pts                          |
| 6e                              | Jonas Vingegaard                | Danemark                        | Jumbo-Visma                     | 8 pts                           |
| 7e                              | Pierre Latour                   | France                          | TotalEnergies                   | 7 pts                           |
| 8e                              | Carlos Verona                   | Espagne                         | Movistar                        | 7 pts                           |
| 9e                              | Primož Roglič                   | Slovénie                        | Jumbo-Visma                     | 6 pts                           |
| 10e                             | Hugo Houle                      | Canada                          | Israel-Premier Tech             | 6 pts                           |
| modifier                        |                                 |                                 |                                 |                                 |

| Classement général du meilleur jeune | Classement général du meilleur jeune | Classement général du meilleur jeune | Classement général du meilleur jeune | Classement général du meilleur jeune |
|                                      | Coureur                              | Pays                                 | Équipe                               | Temps                                |
| ------------------------------------ | ------------------------------------ | ------------------------------------ | ------------------------------------ | ------------------------------------ |
| 1er                                  | Tadej Pogačar                        | Slovénie                             | UAE Team Emirates                    | en 33 h 43 min 44 s                  |
| 2e                                   | Tom Pidcock                          | Grande-Bretagne                      | Ineos Grenadiers                     | + 1 min 46 s                         |
| 3e                                   | Brandon McNulty                      | États-Unis                           | UAE Team Emirates                    | + 7 min 25 s                         |
| 4e                                   | Matteo Jorgenson                     | États-Unis                           | Movistar                             | + 28 min 8 s                         |
| 5e                                   | Andreas Leknessund                   | Norvège                              | Team DSM                             | + 30 min 3 s                         |
| 6e                                   | Kevin Geniets                        | Luxembourg                           | Groupama-FDJ                         | + 32 min 37 s                        |
| 7e                                   | Georg Zimmermann                     | Allemagne                            | Intermarché-Wanty-Gobert Matériaux   | + 43 min 14 s                        |
| 8e                                   | Jasper Philipsen                     | Belgique                             | Alpecin-Deceuninck                   | + 46 min 39 s                        |
| 9e                                   | Andreas Kron                         | Danemark                             | Lotto-Soudal                         | + 47 min 13 s                        |
| 10e                                  | Michael Storer                       | Australie                            | Groupama-FDJ                         | + 49 min 1 s                         |
| modifier                             |                                      |                                      |                                      |                                      |

| Classement par équipes | Classement par équipes | Classement par équipes | Classement par équipes |
|                        | Équipe                 | Pays                   | Temps                  |
| ---------------------- | ---------------------- | ---------------------- | ---------------------- |
| 1re                    | Ineos Grenadiers       | Grande-Bretagne        | en 101 h 14 min 46 s   |
| 2e                     | Jumbo-Visma            | Pays-Bas               | + 1 min 4 s            |
| 3e                     | UAE Team Emirates      | Émirats arabes unis    | + 9 min 55 s           |
| 4e                     | Groupama-FDJ           | France                 | + 11 min 16 s          |
| 5e                     | Bora-Hansgrohe         | Allemagne              | + 12 min 57 s          |
| 6e                     | AG2R Citroën           | France                 | + 27 min 59 s          |
| 7e                     | EF Education-EasyPost  | États-Unis             | + 29 min 51 s          |
| 8e                     | Bahrain Victorious     | Bahreïn                | + 31 min 23 s          |
| 9e                     | Movistar               | Espagne                | + 38 min 10 s          |
| 10e                    | Arkéa-Samsic           | France                 | + 38 min 25 s          |
| modifier               |                        |                        |                        |

## Abandons
Trois coureurs quittent le Tour lors de la 9e étape :
- Kasper Asgreen (Quick-Step Alpha Vinyl) : non partant[4]
- Ruben Guerreiro (EF Education-EasyPost) : non partant[5]
- Guillaume Martin (Cofidis) : non partant, test positif à la Covid-19[6]